# Вътрешно оплождане
Вътрешното оплождане (на английски: Internal Fertilization) е процесът, при който оплождането на яйцеклетката и бременността се случват в маточните тръби, а не в матката, както е нормалното при човека и много други видове.
Този процес е типичен за много животни, като например плъховете, зайците, мечките и хората. При вътрешното оплождане, сперматозоидите се въвеждат в женската репродуктивна система, където срещат яйцеклетката и я оплождат. След оплождането, зародишът се забелязва в маточните тръби, където се развива до стадий, при който може да се заложи в матката.
При човека и някои други видове животни, оплождането и бременността се случват в матката. Сперматозоидите се срещат с яйцеклетката в яйчникът, след което оплождената яйцеклетка се прикрепя към стената на матката и се развива там.
Вътрешното оплождане е една от най-разпространените форми на оплождане в животните, но не е толкова често при човека и други бозайници.

## Механизми
При животните, които са се адаптирали към вътрешното оплождане, често има различни механизми за опазване на опложданите яйца и за грижа за младите. Например, някои видове като мечките и лисиците, имат дълъг бременностен период и грижат за малките си след раждането.
От друга страна, при някои животни, като например при рибите, мъжките изпускат сперматозоидите във водата, където женските риби ги срещат и се оплождат.
Вътрешното оплождане е важен елемент от различни научни изследвания, които имат за цел да разберат как функционира репродуктивната система при различни видове животни, както и да помогнат за подобряването на методите за изкуствено оплождане при животните.
Въпреки че вътрешното оплождане е рядко при човека, има случаи на маточни бременности, при които опложданата яйцеклетка не се залага в матката, а в друга част на репродуктивната система. Тези случаи могат да бъдат опасни за здравето на жената и изискват медицинско вмешателство.